# Шункиркольський сільський округ
Шункирко́льський сільський округ (каз. Шұңқыркөл ауылдық округі, рос. Шункыркольский сельский округ) — адміністративна одиниця у складі Атбасарського району Акмолинської області Казахстану. Адміністративний центр — село Сочинське.
Населення — 868 осіб (2021; 1787 у 2009, 2699 у 1999, 3934 у 1989).
Станом на 1989 рік існували Атбасарська сільська рада (села Кайракти, Шункирколь), Красномаяцька сільська рада (села Красний Маяк, Теренсай), Новомариновська сільська рада (села За Озером, Камисколь, Новомариновка) та Сочинська сільська рада (села Кокпекти, Сочинське). 1993 року утворено Шункиркольський сільський округ (села Кайракти, Новомариновка, Шункирколь) та Сочинський сільський округ (села Кокпекті, Сепе (колишнє село Красний Маяк), Сочинське, Теренсай). Пізніше села Сепе та Теренсай Сочинського сільського округу утворили окремий Сепеївський сільський округ, село Новомариновка Шункиркольського сільського округу — Новомариновський сільський округ. 2000 року ліквідовано село Кокпекті, 2005 року — село Кайракти. 2009 року був ліквідований Новомариновський сільський округ, територія увійшла до складу Шункиркольського сільського округу, але центром округу стало село Новомариновка. 2013 року Сочинський сільський округ було перетворено в сільську адміністрацію. 2016 року було ліквідоване село Шункирколь. 2019 року була ліквідована Сочинська сільська адміністрація (площею 1297,38 км²), село Сочинське передано до складу округу та стало його центром.

## Склад
До складу округу входять такі населені пункти:
| Населений пункт     | Колишні назви | Населення, осіб (1989) | Населення, осіб (1999) | Населення, осіб (2009) | Населення, осіб (2021) |
| ------------------- | ------------- | ---------------------- | ---------------------- | ---------------------- | ---------------------- |
| За Озером, село     | -             | 49                     | -                      | -                      | -                      |
| Кайракти, село      | -             | 140                    | 23                     | -                      | -                      |
| Камисколь, село     | -             | 107                    | -                      | -                      | -                      |
| Кокпекті, село      | Кокпекти      | 5                      | 0                      | -                      | -                      |
| Новомариновка, село | -             | 1254                   | 790                    | 603                    | 330                    |
| --Шункирколь, село  | -             | 1049                   | 752                    | 304                    | -                      |
| Сочинське, село     | -             | 1330                   | 1134                   | 880                    | 538                    |